# 원시소년 류우
원시소년 류우는 "주간소년 챔피언"에서 연재되고 있던 이시노모리 쇼타로의 만화 작품 및 이를 원작으로 하는 도에이 애니메이션 TV시리즈이다. 대한민국에서는 《원시소년 돌치》라는 제목으로 1974년 10월 2일부터 1975년 3월 5일까지 MBC를 통해 방영되었다. 

## 등장인물
- 류우
- 란
- 돈
- 타카
- 키바
- 에스타